# Conall mac Comgaill
Conall mac Comgaill byl král Dál Riaty mezi léty 558 až 574.

## Život
Byl synem Comgalla mac Domangairt. Věnoval ostrov Iona svatému Kolumbovi. Podle básně Duan Albanach "panoval bez nesvárů", ale Ulsterské anály zaznamenávají Conallovu výpravu spolu s Colmánem Becem mac Diarmato z Jižního Uí Néillu na místo zvané Iardoaman. V mladších a méně věrohodných Análech čtyř mistrů se dochovala mnohem delší pasáž, která zní: „Námořní loďstvo přivedl Colman Beg, syn Diarmaidův syna Feargha Cerrbheoila, a Conall, syn Comhgallův, náčelník Dál Riaty, do Solu (Seilu) a Ilu (Islaye) a odnesli si z nich velkou kořist.“
Senchus fer n-Alban podává zprávu o tom, že Conall měl sedm synů: Loingsecha, Nechtana, Artana, Tuathana, Tutia a Coirpeho. Nicméně se má zato, že Connad Cerr byl Conallův syn a smrt jiného Conallova syna Dúnchada je zaznamenána v Ulsterských a Tigernachových análech, když vedl armádu "synů Gabránových" v Kintyre.